# 紀元前520年
紀元前520年（きげんぜん520ねん）は、西暦（ローマ暦）による年。
紀元前1世紀の共和政ローマ末期以降の古代ローマにおいては、ローマ建国紀元234年として知られていた。紀年法として西暦（キリスト紀元）がヨーロッパで広く普及した中世時代初期以降、この年は紀元前520年と表記されるのが一般的となった。

## 他の紀年法
- 干支 : 辛巳
- 日本
  - 皇紀141年
  - 安寧天皇29年
- 中国
  - 周 - 景王25年
  - 魯 - 昭公22年
  - 斉 - 景公28年
  - 晋 - 頃公6年
  - 秦 - 哀公17年
  - 楚 - 平王9年
  - 宋 - 元公12年
  - 衛 - 霊公15年
  - 陳 - 恵公14年
  - 蔡 - 悼侯2年
  - 曹 - 悼公4年
  - 鄭 - 定公10年
  - 燕 - 平公4年
  - 呉 - 呉王僚7年
- 朝鮮
  - 檀紀1814年
- ベトナム :
- 仏滅紀元 : 25年
- ユダヤ暦 : 3241年 - 3242年

## できごと

### 中国
- 斉の北郭啓が軍を率いて莒を攻撃した。
- 宋の華亥・向寧・華定らが楚に亡命した。
- 周の景王が死去し、子の悼王が即位したが、これに不満を持つ王子朝が反乱を起こし、悼王を殺害した。敬王が即位した。
- 晋の荀呉が鼓を襲撃して滅ぼした。

## 死去
- 景王 - 周の王
- 悼王 - 周の王